# ユキオ・ヤマト
ユキオ・ヤマト（Yukio Yamato、本名：山本 幸男、1957年2月10日 - ） は俳優。ナカグロなしの「ユキオヤマト」表記の場合も多い。富山県・富山市出身。明治大学商学部卒業。

## 概要
23歳のとき単身アメリカに渡り様々な出会いを経て、アクターズ・スタジオ系俳優であるウィリアム・ヒッキーに師事、俳優修業を行う。
1983年よりポール・モリシィ監督の映画に出演し映画俳優としての活動を始める。1989年にマイケル・チミノ監督「イヤー・オブ・ザ・ドラゴン」でジョン・ローンの相手役（東南アジアの麻薬王、バン・スン）に抜擢される。現在は東京在住。

## 映画
- Forty Deuce、1983年
- Mixed Blood、1984年
- イヤー・オブ・ザ・ドラゴン、1985年
- 二十世紀少年読本、1989年
- チャイナシャドー、1990年
- ZIPANG、1990年
- アジアン・ビート 日本編 アイ・ラブ・ニッポン、1991年
- 襲撃 BURNING DOG、1992年
- 眠らない街〜新宿鮫〜、1993年
- ダブルアクション.45、1993年
- 江戸川乱歩劇場 押繪と旅する男、1994年
- エンジェル・ダスト、1994年
- 武闘の帝王 完結編、1995年
- 遥かな時代の階段を、1995年
- 82分署、1994年
- tokyo skin、1996年
- LOVE GOD、1997年
- 完全なる飼育 愛の40日、2001年

## テレビドラマ
- 世にも奇妙な物語「三人死ぬ」（1991年、フジテレビ）

## ラジオ
- JFN コズミック・ライト・トーキョー